# Vitreorana assuh
Vitreorana assuh — вид жаб родини скляних жаб (Centrolenidae). Описаний у 2023 році.

## Етимологія
Видовий епітет assuh походить від слова açu, що мовою тупі означає «великий» або «видовжений». Тупі була основною мовою, якою користувалися корінні жителі узбережного атлантичного лісу до контакту з європейцями.

## Поширення
Ендемік Бразилії. Поширений в атлантичних лісах на сході країни. Типовий зразок зібраний у національному парку Серра-дас-Лонтрас у штаті Баїя.

## Опис
Тіло завдовжки 30,9 мм і 34,1 мм у одного самця і самки відповідно. Забарвлення зелене, напівпрозоре. Через шкіру видно внутрішні органи.